# Wüstenhoff (Adelsgeschlecht)

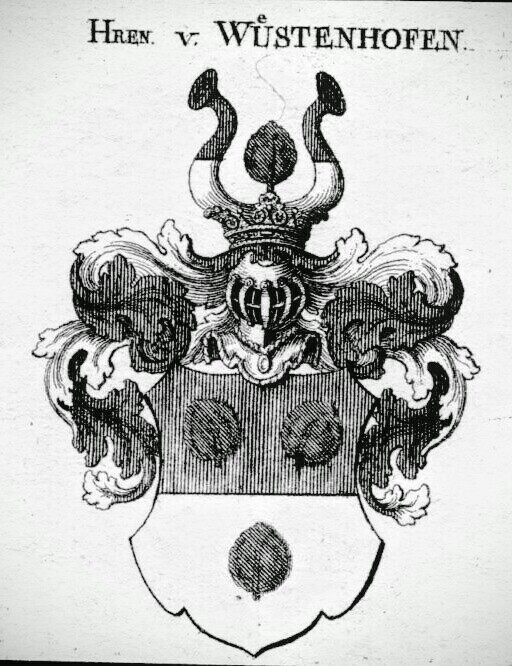
Wappen derer von Wüstenhoff (Wüstenhofen)

Wüstenhoff, bis ca. 1525 Becker, später zunächst auch Becker genannt Wüstenhoff bzw. Becker genannt Wüstenhofen oder auch nur Wüstenhofen, ist der Name eines magdeburgischen Adelsgeschlechtes, das sich auch nach Ostpreußen und Westfalen ausbreiten konnte, zum Ausgange des 19. Jahrhunderts aber erloschen ist.
Die Familie ist von einem gleichnamigen jedoch wappenverschiedenem, pommerschen Adelsgeschlecht, das späterhin noch in Schlesien geblüht haben soll, zu unterscheiden.

## Geschichte
Als denkbarer Agnat der Familie gilt Henricus de Wüsthove, welcher um 1307 Vogt der Edelherren von Querfurt war. Die gesicherte und durchgängige Stammreihe beginnt mit dem Hauseigentümer und mutmaßlichen Pfänner in Groß Salze, Lüdecke Becker. Die Familie gehörte also zu den Salzpfännergeschlechtern, die durch ihr Gewerk zu Wohlstand gelangten und zu Erbsassen, schließlich in den Landadel aufstiegen. Hans II. von Wüstenhoff (1497–1575) gehörte bereits dem engeren Ausschuss der Ritterschaft im Erzstift Magdeburg an.

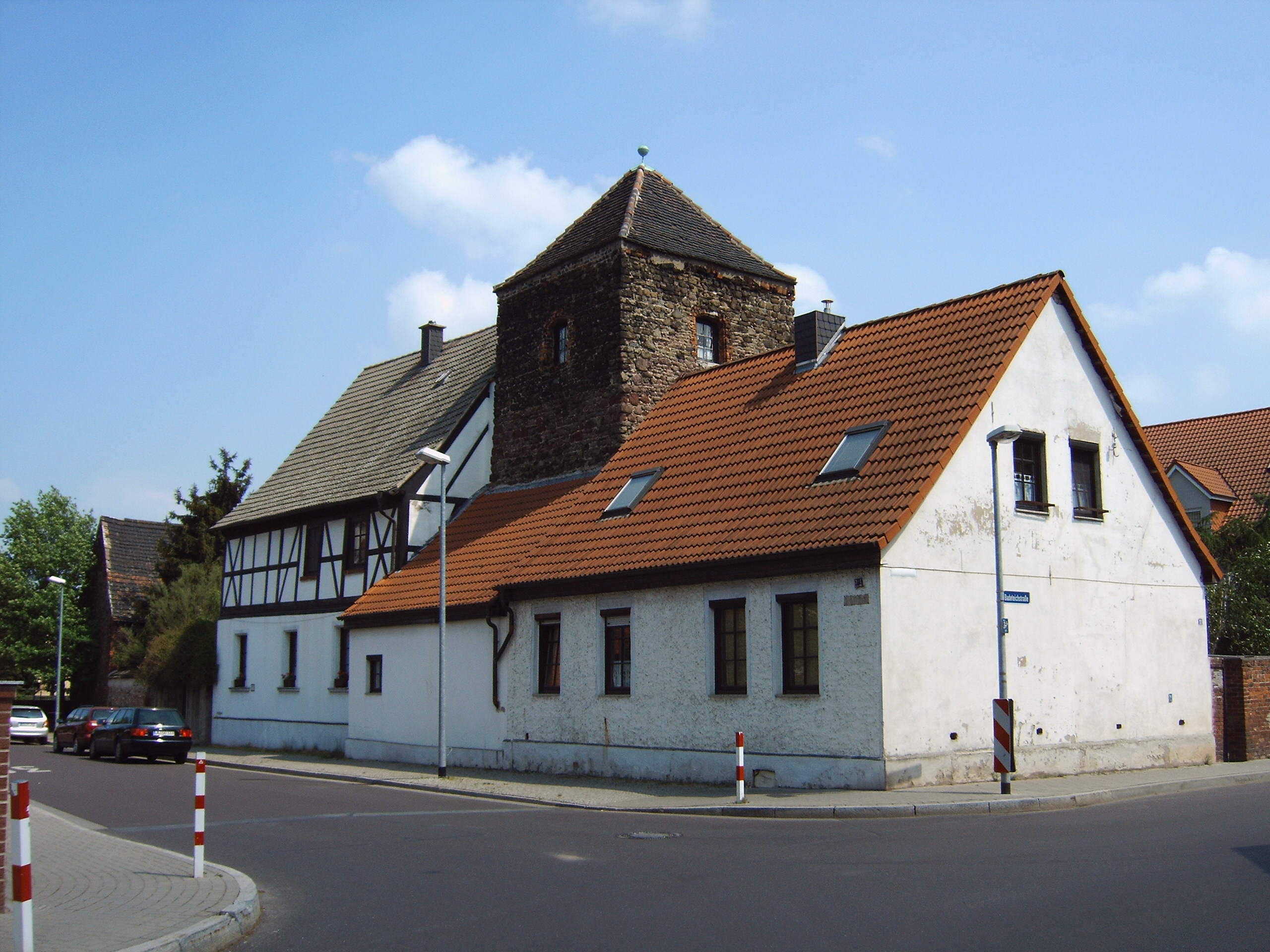
Das Turmhaus Rothensee war während des Dreißigjährigen Krieges in Familienbesitz.

General Pappenheim hatte 1629 auf dem Familiensitz Klein Ottersleben sein Hauptquartier bezogen, worauf der Hof 1631 komplett niedergerissen wurde. 
Wilhelm Friedrich Ludwig von Wüstenhoff (1758–1819), Postmeister in Unna stiftete die westfälische Linie des Geschlechts, aus der einige preußische Offiziere und Beamte hervorgingen. Dr. phil. Max von Wüstenhoff, Lektor im Literarischen Büro des Preußischen Staatsministeriums, hatte diese Linie 1859 beschlossen.
Leopold von Wüstenhoff (1793–1881), Veteran der Befreiungskriege und nachmaliger Oberförster in Drusken setzte die magdeburgische Linie in Ostpreußen fort. Mit seinem Sohn Emil von Wüstenhoff (1826–1897), der auf das Stammgut Groß Salze zurückkehrte, hat die Familie ihren Ausgang gefunden. Die Kinder seiner jüngsten Tochter Elly verm. Kleefeld führten gemäß Erlass des Reichsministeriums des Innern von 1939 den Doppelnamen Kleefeld von Wüstenhoff.
Neben Groß Salze und Klein Ottersleben waren auch die anhaltinischen Güter Klein Oschersleben und Schermen zeitweise in Familienbesitz.

## Wappen
Das Stammwappen ist von Rot und Silber quergeteilt, oben zwei unten eine grüne Diestelblüte (Wüstenrose) mit verwechselten Farben. Auf dem Helm mit rot-silbernem Wulst und ebensolchen Decken eine der Diestelblüte zwischen von Rot und Silber geteilten Büffelhörnern.

## Angehörige
- Andreas III. von Wüstenhoff († 1595), Landrat und Amtshauptmann des Kreises Calbe, Amtshauptmann auf der Moritzburg und dem Giebichenstein
- Andreas VII. von Wüstenhoff (1593–1659), Amtshauptmann in Ziesar
- George Wilhelm von Wüstenhoff (1736–1799), dirigierender Bürgermeister von Groß Salze